# Campeonato Africano de Atletismo de 2022 - 800 m feminino
A prova dos 800 metros feminino do Campeonato Africano de Atletismo de 2022 foi disputada nos dias 11 e 12 de junho, no Complexo Esportivo Nacional Cote d'Or, em Saint Pierre, na Maurícia.

## Recordes
Antes desta competição, os recordes mundiais e do campeonato nesta prova eram os seguintes:
|                       | Nome                  | Nacionalidade   | Tempo     | Local   | Data                 |
| --------------------- | --------------------- | --------------- | --------- | ------- | -------------------- |
| Recorde mundial       | Jarmila Kratochvílová | Tchecoslováquia | 1m 53s 28 | Munique | 26 de julho de 1983  |
| Recorde do campeonato | Caster Semenya        | África do Sul   | 1m 56s 06 | Asaba   | 5 de junho de 2018   |
| Recorde africano      | Pamela Jelimo         | Quênia          | 1m 54s 01 | Zurique | 29 de agosto de 2008 |

## Medalhistas
| Ouro                  | Prata                | Bronze                   |
| Jarinter Mwasya (KEN) | Netsanet Desta (ETH) | Prudence Sekgodiso (RSA) |

## Cronograma
Todos os horários são locais (UTC+4). 
| Data        | Hora  | Evento  |
| ----------- | ----- | ------- |
| 11 de junho | 10:55 | Bateria |
| 12 de junho | 16:45 | Final   |

## Resultados

### Bateria
Qualificação: 3 atletas de cada bateria (Q) mais os 2 melhores qualificados (q). 
| Posição | Bateria | Atleta                  | Nacionalidade    | Tempo   | Notas |
| ------- | ------- | ----------------------- | ---------------- | ------- | ----- |
| 1       | 2       | Jarinter Mwasya         | Quênia           | 2:01.07 | Q     |
| 2       | 2       | Worknesh Mesele         | Etiópia          | 2:02.38 | Q     |
| 3       | 2       | Brenda Chebet           | Quênia           | 2:02.74 | Q     |
| 4       | 2       | Assia Raziki            | Marrocos         | 2:04.03 | q     |
| 5       | 1       | Netsanet Desta          | Etiópia          | 2:04.17 | Q     |
| 6       | 1       | Prudence Sekgodiso      | África do Sul    | 2:04.20 | Q     |
| 7       | 1       | Naomi Korir             | Quênia           | 2:04.47 | Q     |
| 8       | 2       | Gena Löfstrand          | África do Sul    | 2:04.90 | q     |
| 9       | 2       | Knight Aciru            | Uganda           | 2:06.11 |       |
| 10      | 1       | Firezewd Tesfaye        | Etiópia          | 2:07.87 |       |
| 11      | 1       | Amna Bakhit             | Sudão            | 2:10.68 |       |
| 12      | 2       | Oratile Nowe            | Botswana         | 2:12.81 |       |
| 13      | 1       | Honorine Iribagiza      | Ruanda           | 2:13.09 |       |
| 14      | 2       | Marli Dimond            | África do Sul    | 2:14.73 |       |
| 15      | 1       | Malika Ramasawmy        | Ilhas Maurícias  | 2:18.56 |       |
| 16      | 1       | Anjelina Nadai Lohalith | Atleta refugiado | 2:19.29 |       |

### Final
A final ocorreu dia 12 de junho às 16:45.
| Posição           | Atleta             | Nacionalidade | Tempo   | Notas |
| ----------------- | ------------------ | ------------- | ------- | ----- |
| Medalha de ouro   | Jarinter Mwasya    | Quênia        | 2:02.80 |       |
| Medalha de prata  | Netsanet Desta     | Etiópia       | 2:02.99 |       |
| Medalha de bronze | Prudence Sekgodiso | África do Sul | 2:03.46 |       |
| 4                 | Worknesh Mesele    | Etiópia       | 2:03.67 |       |
| 5                 | Assia Raziki       | Marrocos      | 2:04.75 |       |
| 6                 | Brenda Chebet      | Quênia        | 2:06.17 |       |
| 7                 | Gena Löfstrand     | África do Sul | 2:06.21 |       |
| 8                 | Naomi Korir        | Quênia        | 2:06.39 |       |

Legenda
| Recorde mundial       | Recorde mundial (World record)               |                       | Recorde africano                      | Recorde africano (African) |                                           | Q | Classificado por posição (Qualified) |
| Recorde do campeonato | Recorde do campeonato (Championship record)  | Recorde da América    | Recorde da América (Americas)         | q                          | Classificado por melhor tempo (Qualified) |   |                                      |
| Melhor marca do ano   | Melhor marca do ano (World leading)          | Recorde asiático      | Recorde asiático (Asian)              | DNS                        | Não largou (Did not start)                |   |                                      |
| Recorde nacional      | Recorde nacional (National record)           | Recorde europeu       | Recorde europeu (European)            | DNF                        | Não terminou (Did not finish)             |   |                                      |
| Recorde pessoal       | Recorde pessoal do atleta (Personal best)    | Recorde da Oceania    | Recorde da Oceania (Oceania)          | DSQ / DQ                   | Desclassificado (Disqualified)            |   |                                      |
| Recorde da temporada  | Recorde da temporada do atleta (Season best) | Recorde sul-americano | Recorde sul-americano (South America) | NM                         | Sem marca (No mark)                       |   |                                      |